# Monte Redondo (Arcos de Valdevez)
Monte Redondo ist eine Gemeinde (Freguesia) im nordportugiesischen Kreis Arcos de Valdevez. In ihr leben 196 Einwohner (Stand 19. April 2021).